# Antiga estació de Gerb
L'Antiga estació de Gerb era una obra modernista d'Os de Balaguer (Noguera) inclosa a l'Inventari del Patrimoni Arquitectònic de Catalunya.

## Descripció
Clàssica construcció del ferrocarril de Lleida a La Pobla de Segur. La planta era rectangular i s'aixecaven dues pisos i golfes. La planta baixa i el pis estaven separades per una cornisa de pedra. Les finestres, igual que les portes tenien acabats de pedra. tota l'estació estava arrebossada.
Al costat de l'edifici hi havia la construcció on s'allotjaven els lavabos, típic d'aquestes construccions. La teulada era a dues vessants molt marcades i les portes tenien una decoració amb un bon rematat de pedra.

## Història
L'estació estava una mica apartada del poble i era de la mateixa època que la de Vallfogona de Balaguer, Termens, etc. A cada poble l'estació té una particularitat.
L'any 2001 es va traslladar l'estació a la seva ubicació actual, uns metres més al sud, i es va enderrocar l'antic edifici de viatgers.